# You’d Prefer an Astronaut
You’d Prefer an Astronaut (с англ. — «Вы предпочли бы космонавта») — третий студийный альбом американской пост-хардкор-группы Hum, выпущенный 11 апреля 1995 года на лейбле RCA Records. Это первый студийный альбом группы, выпущенный на мэйджор-лейбле. Название альбома взято из текста песни «I’d Like Your Hair Long».

## Предыстория и запись
После окончательной укомплектации состава группы и последующего выпуска второго студийного альбома деятельность группы не осталась незамеченной, и в один прекрасный момент к ним поступило предложение от лейбла RCA Records. При записи третьего студийного альбома в роли продюсера выступил Кит Клеверсли.

## Выпуск
Альбом You’d Prefer an Astronaut имел неплохой успех: он разошёлся тиражом в 250 000 копий, в основном благодаря успеху сингла «Stars»; она стала самой популярной песней группы, достигнув 11 позиции в Hot Modern Rock Tracks и 28-й в Hot Mainstream Rock Tracks. Песня «Stars» вскоре вновь обрела популярность через 10 лет в рекламе автомобиля Кадиллак CTS, в которой снялась актриса Кейт Уолш. Песню также можно услышать в мультсериале «Бивис и Баттхед».
В качестве синглов также были выпущены композиции «The Pod» и «I’d Like Your Hair Long», но они не смогли повторить успех «Stars».

## Влияние
Фронтмен Deftones Чино Морено включил этот альбом в список своих 13-ти любимых альбомов и признался, что творчество Hum оказало на Deftones определённое влияние:

 «Это тяжелая запись, и это как раз то место, откуда Deftones получают большую часть оказываемого на нас влияния, мелодичной мудрости. Здесь… раскатываются эти мощные аккорды, этот мощный фоновый ритм, и под всем этим пролегает раскатистая басовая линия — здесь многое, что непосредственно вдохновило на некоторые песни. Здесь стена гитарного звука, это тяжелый и в некотором роде напыщенный саунд, но спродюсировано все очень хорошо. Мы сблизились с продюсером, чтобы сделать что-нибудь для нас — я думаю, это было во время нашей первой или второй записи. Мне кажется, вокал тут наработанный, у него был не очень хороший голос для пения и он пел-говорил, но песни эти очень научные — он поет о звездах и астрофизике, что действительно странные темы, но песни очень теплые, в них есть романтический настрой. Я знаю, что должен отметить некоторые старые записи, которые вдохновили нас, и это одна из них. Я слушаю её сейчас — эта запись выдержала испытание временем и Deftones определённо были под её влиянием». 
В принципе, это объясняет слух о том, что оригинальная серая обложка альбома White Pony была создана именно под влиянием обложки альбома You’d Prefer an Astronaut.

## Список композиций
Автор всех текстов песен — Мэтт Талботт, музыка — Hum.
| №                   | Название                          | Длительность |
| ------------------- | --------------------------------- | ------------ |
| 1.                  | «Little Dipper»                   | 4:43         |
| 2.                  | «The Pod»                         | 4:37         |
| 3.                  | «Stars»                           | 5:09         |
| 4.                  | «Suicide Machine»                 | 5:57         |
| 5.                  | «The Very Old Man»                | 2:44         |
| 6.                  | «Why I Like the Robins»           | 4:58         |
| 7.                  | «I’d Like Your Hair Long»         | 5:25         |
| 8.                  | «I Hate It Too»                   | 5:59         |
| 9.                  | «Songs of Farewell and Departure» | 6:16         |
| Общая длительность: | Общая длительность:               | 45:52        |

## Участники записи
| Hum - Мэтт Тэлботт — вокал, ритм-гитара - Тим Лэш — соло-гитара - Джефф Димпси — бас-гитара - Брайан Сент Пир — барабаны | Производственный персонал - Кит Клеверсли — продюсер, звукорежиссёр, микширование - Адам Шмит — звукорежиссёр - Пэт Баркхолдер — помощник звукорежиссёра - Джефф Ван Стин — мастеринг |